# 闪亮茗天
《閃亮茗天》 分成上部《閃亮茗天》和下部《茗天闪亮》，是上海劇酷文化傳播有限公司出品的都市愛情劇，該劇講述了一個出身茶門的平凡女孩，在遭遇父輩仇局、同行打壓、兄弟奪愛等一系列親情、友情、愛情的考驗後，成長為一流品茶師的勵志故事。2014年5开机，9月杀青，2015年5月22日深圳卫视首播。

## 首播
| 頻道                        | 所在地 | 播映日期 | 播出時間 | 備註   |
| --------------------------- | ------ | -------- | -------- | ------ |
| SCTV Phim tổng hợp (SCTV17) | 越南   | 2017年-  |          | SCTV版 |

## 演員
| 演 員                | 角 色  | 備 註 |
| 朱梓骁 童年:武泽锦熙 | 唐正浩 | 茶園少爺，美國讀書歸來，四處留情，放蕩不羈，在職場冷靜沉穩，可面對喜歡的人則會放下身段〝賣萌打滾〞的溫柔男人 。他無意中遇見出身茶門的平凡女孩杜心羽，因而窮追不捨，展開一段爆笑的追愛橋段 。                                                                |
| 潘之琳 童年:李妮妮   | 杜心羽 | 出身茶門的平凡女孩，一名茶藝師的女兒，靠賣滷蛋維持生計 。因某次外送途中與玩世不恭的花心少爺正浩有了過節，兩人因此也成為一對歡喜冤家 。在遭遇父輩仇局、同行打壓、兄弟奪愛等一系列親情 、友情 、愛情的考驗後，逐漸成為一流品茶師 。                           |
| 戴阳天 童年:韩旭添   | 成峰   | 茶園的得力幹將 ，唐正浩無血緣關係的哥哥，他從小就很明白自己〝繼子〞的尷尬地位，性格早熟，習慣運籌帷幄 。本來可以在事業上大展拳腳的成峰，被愛情沖昏頭，他在大學時期愛慕心羽，頻頻出招破壞心羽與正浩的感情，展現出人性最薄涼的一面 。                         |
| 王笛 童年:金子       | 丁依柔 | 無論家世、外貌、天賦，她都不輸給杜心羽但她卻總是得不到正浩的心，對感情、事業都有著強硬的態度 。為了把唐正浩從杜心羽身邊搶過來，無所不用其極，用盡了不擇手段 。                                                                                              |
| 张璇                 | 孙嫣然 | 癡情、優秀的美女設計師，她設計的服裝不僅在歐洲時裝周獲得好評，而且還多次舉辦屬於自己的時裝秀 。面對心儀的對象成峰 ，不僅為其精心地設計衣服，還苦練廚藝，大膽表白，展開窮追猛打之勢 。在遭到拒絕之後，仍然癡情不改 。                                        |
| 廖学秋               | 何兰   | |
| 李凤绪               | 王芝   | 杜心羽的母親，在女兒年幼時丈夫離家而走，因種種誤解認為丈夫叛離自己，成為一名單親媽媽，為謀生計開了家滷蛋店，含辛茹苦將女兒養大 。而由於常年勞累，在女兒十九歲時生了一場大病，女兒也不得已輟學扛起家計，雖然女兒聰明伶俐，可她卻始終感覺拖累了女兒 。        |
| 李雨泽               | 唐威   | |
| 席与立               | 李月慈 | |
| 侯长荣               | 杜明强 | |
| 贾晓晨               | 李月华 | 李月慈的妹妹，38歲卻還未嫁的黃金單身女郎，是個做事總是三分鐘熱度，沒毅力又有點好高騖遠，快人快語，說起話來口無遮攔的直腸子。看男人的眼光特別挑剔，以致年近四十，仍一事無成待字閨中。即使跟相愛的人在一起也是心直口快，常常激怒對方，是個讓人又愛又恨的人 。 |
| 田丽                 | 余槿   | |

## 音乐原声
| 曲名         | 作词   | 作曲   | 演唱           | 备注               |
| 分隔线       | 陈超   | 刘柏延 | 阿云嘎         | 片头曲             |
| 闪亮茗天     | 小娅   | 陈超   | 朱梓骁、潘之琳 | 片尾曲             |
| 拜拜         | 陈超   | 陈超   | 阿云嘎         | 插曲               |
| 此时的月光   | 陈超   | 陈超   | 曾嵘           | 插曲（深情绵长版） |
| 此时的月光   | 陈超   | 陈超   | 王逸洁         | 插曲（执着纯真版） |
| 分割线       | 刘柏延 | 陈超   | 阿云嘎         | 插曲               |
| 无花果       | 赵一文 | 陈超   | 陈沐           | 插曲               |
| 阳光下的奔跑 | 刘柏延 | 陈超   | 雷娜           | 插曲               |
| 这样的夏天   | 陈超   | 陈超   | 阿云嘎         | 插曲               |
| 童话         | 光良   | 光良   | 潘之琳         | 插曲               |